# Nikki Cross
Nicola Glencross (ur. 21 kwietnia 1989 w Glasgow w Szkocji) – szkocka profesjonalna wrestlerka, obecnie występująca w federacji WWE w brandzie Raw pod pseudonimem ringowym Nikki Cross. W przeszłości występowała w federacjach niezależnych takich jak Insane Championship Wrestling, Pro-Wrestling: EVE i Shimmer Women Athletes pod pseudonimem Nikki Storm.

## Wczesne życie
Glencross urodziła się i wychowywała w Glasgow w Szkocji, gdzie ukończyła studia na Uniwersytecie w Glasgow zdobywając licencjat z historii. Była również instruktorką fitness i trenerką personalną. Glencross zaczęła oglądać profesjonalny wrestling w wieku dziesięciu lat.

## Kariera profesjonalnej wrestlerki

### Federacje niezależne (2008–2015)
Glencross rozpoczęła treningi w Scottish Wrestling Alliance i zadebiutowała w promocji we wrześniu 2008 występując jako Nikki Storm. Rozpoczęła występy w różnych brytyjskich federacjach niezależnych i głównie ostała się w promocjach takich jak Insane Championship Wrestling (ICW) debiutując w lutym 2010 oraz Pro-Wrestling: EVE, w którym zdobyła Pro-Wrestling: EVE Championship trzy razy. W 2013 wyruszyła do Japonii i zawalczyła w JPW Joshi Puroresu, a także pojawiła się w World Wonder Ring Stardom latem 2015. W październiku 2013 zaczęła występy w kobiecych promocjach Shimmer Women Athletes, Shine Wrestling i Women Superstars Uncensored. Prócz tego wystąpiła w federacjach Global Force Wrestling (GFW), Absolute Intense Wrestling (AIW), World Wide Wrestling League (W3L), Queens of Combat i World Xtreme Wrestling.

### Total Nonstop Action Wrestling (2014)
Glencross wystąpiła w programie British Boot Camp 2 federacji Total Nonstop Action Wrestling (TNA), którego sezon rozpoczęto emitować w październiku 2014, lecz nie wygrała programu.

### WWE

#### NXT (od 2016)

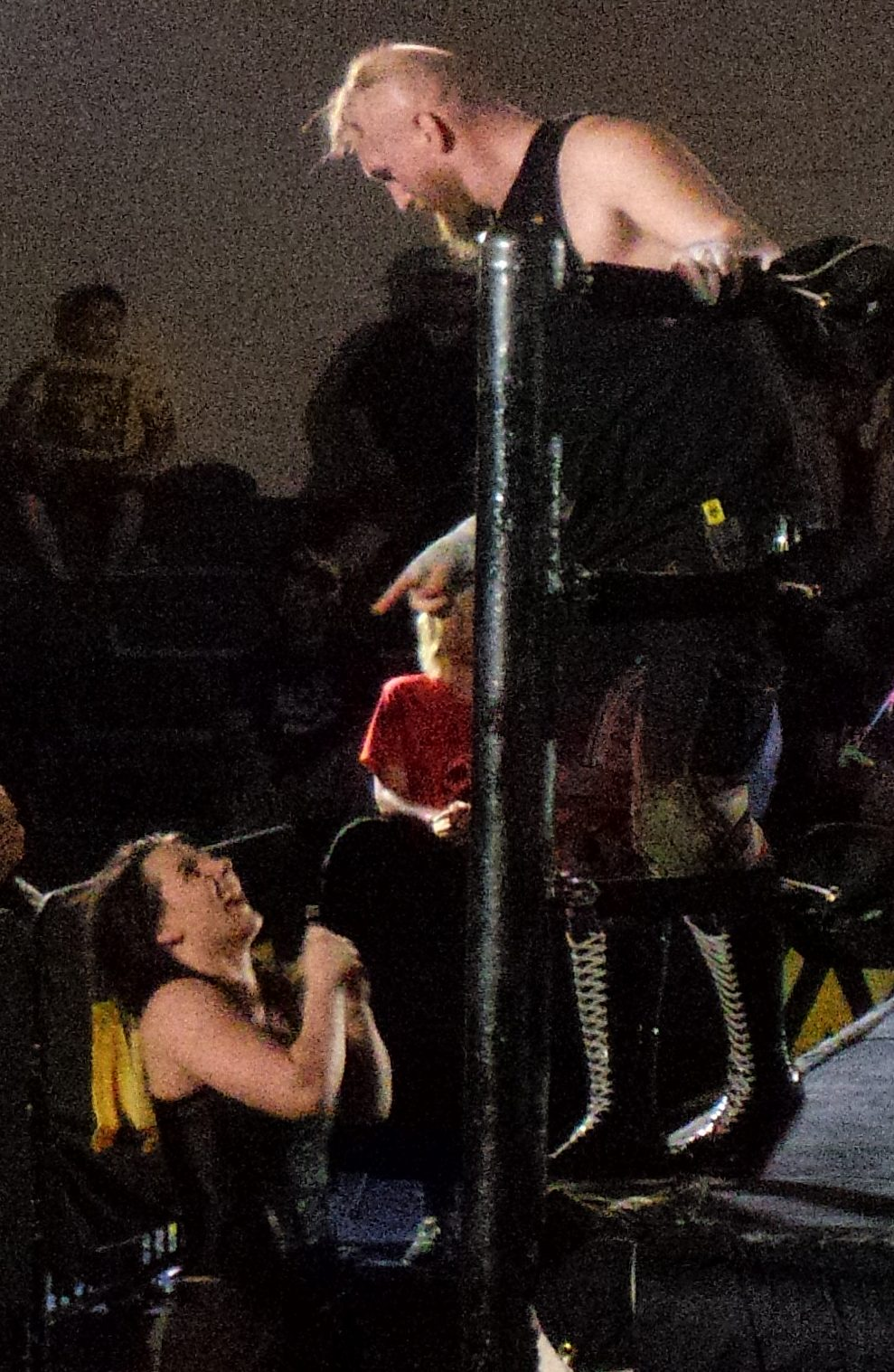
Cross wraz z członkiem grupy Sanity Alexandrem Wolfem.

Glencross otrzymała szansę na wystąpienie w tryoucie w WWE jesienią 2015, po czym w kwietniu 2016 podpisała kontrakt z federacją i rozpoczęła dalsze treningi w WWE Performance Center w Orlando. Zadebiutowała w rozwojowym brandzie NXT 22 kwietnia podczas gali typu house show. W sierpniu przybrała pseudonim ringowy Nikki Cross, lecz mimo tego 17 sierpnia podczas odcinka tygodniówki NXT wystąpiła jako Nikki Glencross i wzięła udział w six-woman tag team matchu, gdzie wspólnie z Carmellą i Liv Morgan pokonała Darię Berenato, Mandy Rose i Alexę Bliss.
12 października podczas odcinka NXT powróciła jako antagonistka i przyłączyła się do debiutującej grupy Sanity, do której należeli Alexander Wolfe, Eric Young i Sawyer Fulton (później został zastąpiony przez Killiana Daina). Cross i Young interweniowali po zwycięskiej walce Fultona i Wolfe’a z Bobbym Roodem i Tye’em Dillingerem w pierwszej rundzie turnieju Dusty Rhodes Tag Team Classic. Tydzień później odniosła pierwsze singlowe zwycięstwo pokonując Danielle Kamelę, lecz sędzia odwrócił wynik po tym jak Cross kontynuowała atak na przeciwniczce po walce.
11 stycznia 2017 podczas tygodniówki NXT pomogła posiadaczce NXT Women’s Championship Asuce odeprzeć atak ze strony Peyton Royce i Billie Kay, po czym zaatakowała mistrzynię. W rezultacie cztery kobiety zmierzyły się ze sobą o pas podczas gali NXT TakeOver: San Antonio z 28 stycznia, gdzie tytuł obroniła Asuka. 3 maja wzięła udział w battle royalu o miano pretendentki do tytułu kobiet, gdzie ona, Ruby Riot i Ember Moon zostały zaatakowane przez Asukę pod koniec walki. Generalny menadżer NXT William Regal ogłosił czteroosobową walkę na gali NXT TakeOver: Chicago, lecz wyłączona z walki została kontuzjowana Moon; walkę ponownie wygrała Asuka. 14 czerwca podczas odcinka NXT Asuka obroniła tytuł w three-way elimination matchu z Riot i Cross, gdzie Riot została przypięta jako pierwsza, a Cross i Asuka zaczęły bijatykę w stronę zaplecza, wskutek czego walka się nie zakończyła. Walką wieczoru odcinka NXT z 28 czerwca był Last Woman Standing match pomiędzy Asuką i Cross, gdzie mistrzyni po raz kolejny obroniła tytuł. 19 sierpnia podczas gali NXT TakeOver: Brooklyn III towarzyszyła grupie Sanity przy ich wygranej NXT Tag Team Championship od zespołu The Authors of Pain. 11 października na NXT wzięła udział w trzyosobowej walce z Peyton Royce i Liv Morgan o miano jednej z czterech uczestniczek o zawieszony pas kobiet NXT na gali NXT TakeOver: WarGames, lecz pojedynek przegrała z powodu interwencji Taynary Conti. Dwa tygodnie później wygrała battle royal i tym razem udało jej się zakwalifikować do walki na TakeOver: WarGames. Podczas gali TakeOver przegrała z Kairi Sane, Peyton Royce i Ember Moon, która zdobyła NXT Women’s Championship.

## Inne media
Postać Nikki Cross po raz pierwszy przedstawiono w grze WWE 2K18.

## Styl walki

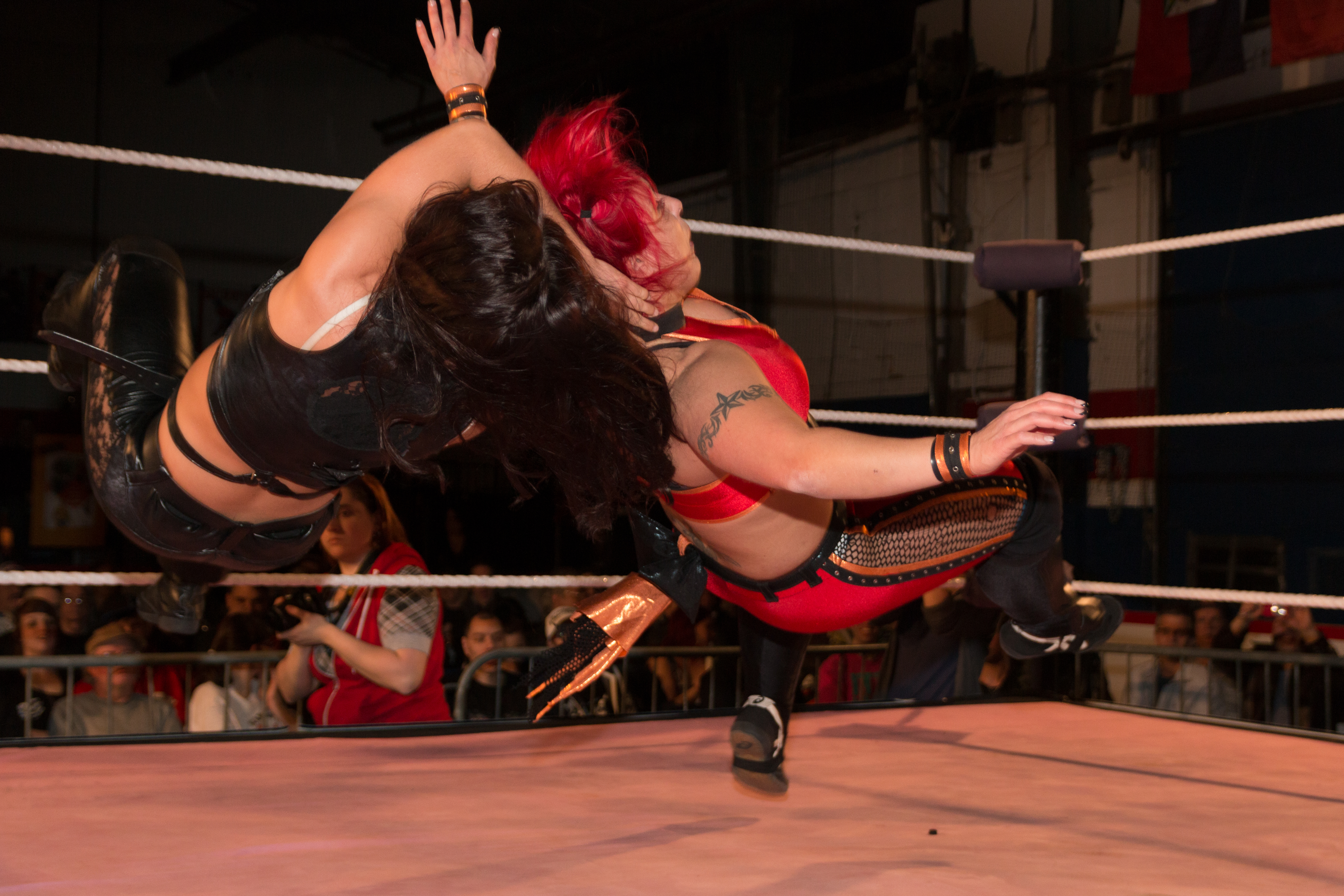
Cross wykonująca swinging fisherman's neckbreaker na LuFisto.

- Finishery
  - Jako Nikki Cross
    - Swinging fisherman neckbreaker[14][21][27]

  - Jako Nikki Storm
    - Eye of the Storm[28] (Double underhook crossface)[6]
    - Hail Storm (Diving headbutt)[29]
    - Perfect Storm (Samoan driver)[6][7][29]

- Inne ruchy
  - Jako Nikki Cross
    - Diving crossbody[24][25]
    - Double hand throat thrust w brzuch lub gardło przeciwnika[16][19][21][30]
    - Inverted DDT, czasem wykonywany z krawędzi ringu[16][19][21][30]
    - Wariacje neckbreakerów
      - Arm trap neckbreaker[21][19]
      - Straight jacket hangman[16][19]
      - Whiplash w przeciwnika znajdującego się na górnym narożniku lub krawędzi ringu[16][19][21]

    - Powtarzalne stompy w brzuch rywala[25][30]
    - Powtarzalne punche w plecy, klatkę lub twarz przeciwnika[19][21][30]
    - Running crossbody wraz z dodaniem kilku mat slamów lub punchy[19][21][27]

  - Jako Nikki Storm
    - Tornado DDT[7]
    - Whiplash w przeciwnika znajdującego się na górnym narożniku lub krawędzi ringu[6]

- Przydomki
  - "The Best in the Galaxy"[1][6]
  - "The White Chocolate Cheesecake of Sports Entertainment"[6]

- Motywy muzyczne
  - „Larger Than Life” ~ Backstreet Boys[31] (Independent circuit)
  - „Controlled Chaos” ~ CFO$[32] (NXT; od 12 października 2016; używany podczas członkostwa w grupie Sanity)
  - „Glasgow Cross” ~ CFO$[33] (NXT; od 28 czerwca 2017)

## Mistrzostwa i osiągnięcia
- Pro-Wrestling: EVE
  - Pro-Wrestling: EVE Championship (3 razy)[6]

- Pro Wrestling Illustrated
  - PWI umieściło ją na 40. miejscu w top 50 wrestlerek rankinku PWI Female 50 w 2017[34]

- World Wide Wrestling League
  - W3L Women’s Championship (1 raz)[7]

- World Wrestling Entertainment / WWE
  - WWE Raw Women’s Championship (1 raz)[35]
  - WWE Women’s Tag Team Championship (3 razy) – z Alexą Bliss (2) i Rheą Ripley (1, obecnie)[36]